# 午
午是地支之一，通常當為地支的第七位，其前為巳、其後為未。午月从芒种（公历6月6±1日）当日开始到小暑（公历7月7±1日）前一天为止，大致為農曆五月，午時為二十四小時制的11:00至13:00，在方向上指正南方。五行裡午代表火，陰陽學說裡午為陽。
午有逆向而下之意，因此亦指草木的增長超過極限，開始顯出衰弱的兆頭。在後世，人們為了便於記憶，因此將每一地支順序對應每一生肖，所以午與十二生肖的馬搭配，在二十八宿的對應是星宿（星日马）。

## 含午的干支
- 甲午
- 丙午
- 戊午
- 庚午
- 壬午